# Fünfgratturm

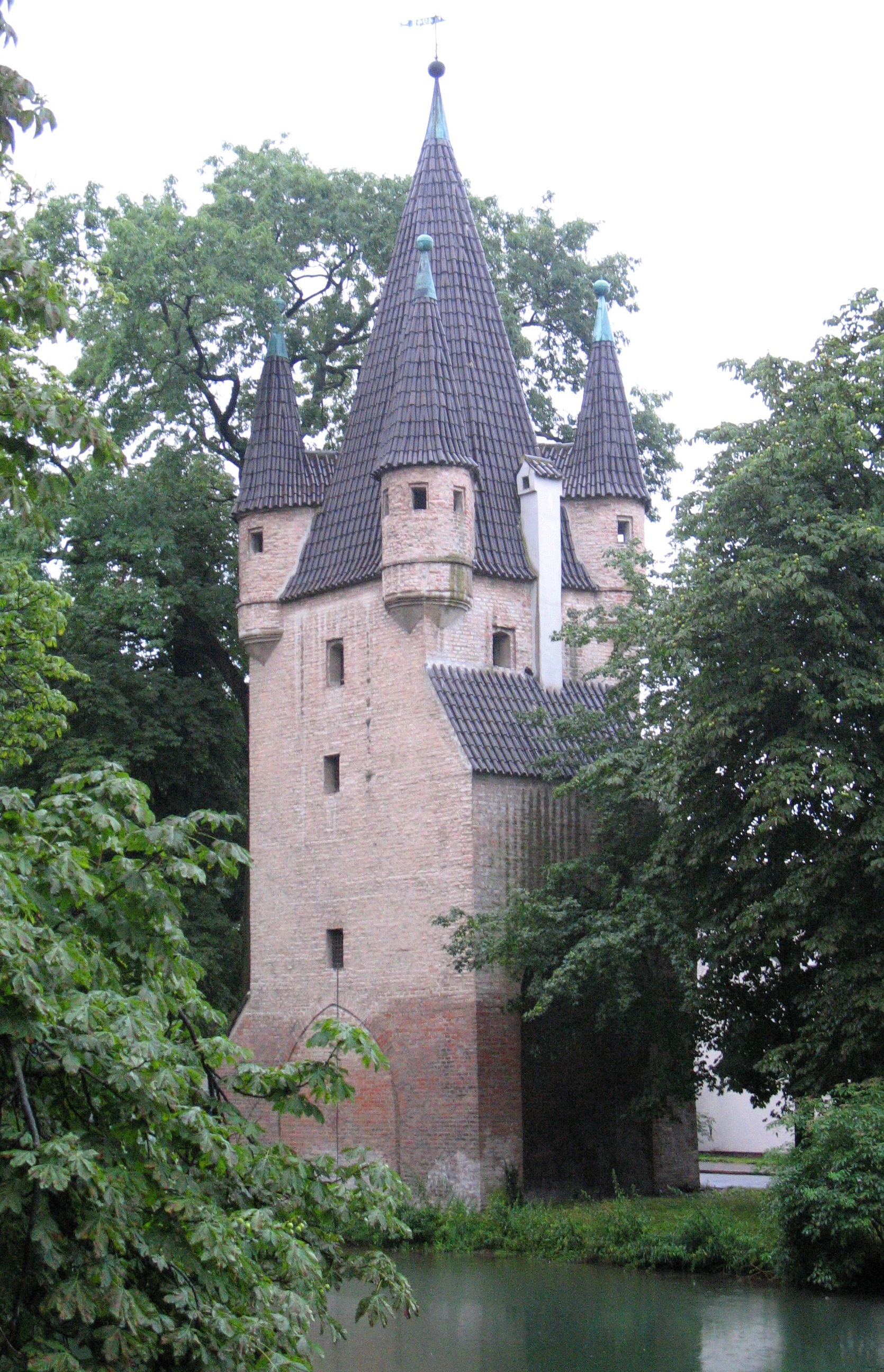
Der Fünfgratturm

Der Fünfgratturm ist ein Wehrturm in Augsburg. Er wurde 1454 errichtet, als Teil der östlichen Stadtbefestigung Augsburgs um die Jakobervorstadt. Er steht seit dem Abriss dieses Teils der Stadtmauer in den Jahren 1867/68 isoliert. Er wurde speziell für die sogenannten Scharwächter errichtet – Patrouillen, die dafür sorgten, dass die Augsburger ruhig schlafen konnten. In den Jahren 1948 und 1973/74 wurde der Turm renoviert. Er steht unter Denkmalschutz.
Im Augsburger Sprachgebrauch wird der Fünfgratturm auch als Fünffingerlesturm bezeichnet und ist nicht  mit dem Fünffingerturm in Darmstadt zu verwechseln.

## Beschreibung
Der vierseitige Turm verfügt über vier auf Kragkonsolen stehende kleine Scharwachttürme. Zusammen mit dem Zeltdach des Hauptturms ergeben sich fünf „Grate“, denen der Turm seinen Namen verdankt.
Neben dem Erdgeschoss, einem Tonnengewölbe, gibt es drei über Leitern begehbare Stockwerke. Im obersten Stockwerk befindet sich ein Wandfresko. Der Zugang war jedoch lange Zeit aufgrund maroder Holzstiegen für die Öffentlichkeit gesperrt. Dank der Spende einer Augsburger Bank wurden die Treppen und Holzböden inzwischen saniert. Der Turm ist nun bei Veranstaltungen zugänglich.
Mit der Spende wurde außerdem die Studie eines Burgenexperten über den Bauzustand des Turms finanziert.

## Außentreppe von 2007/2008

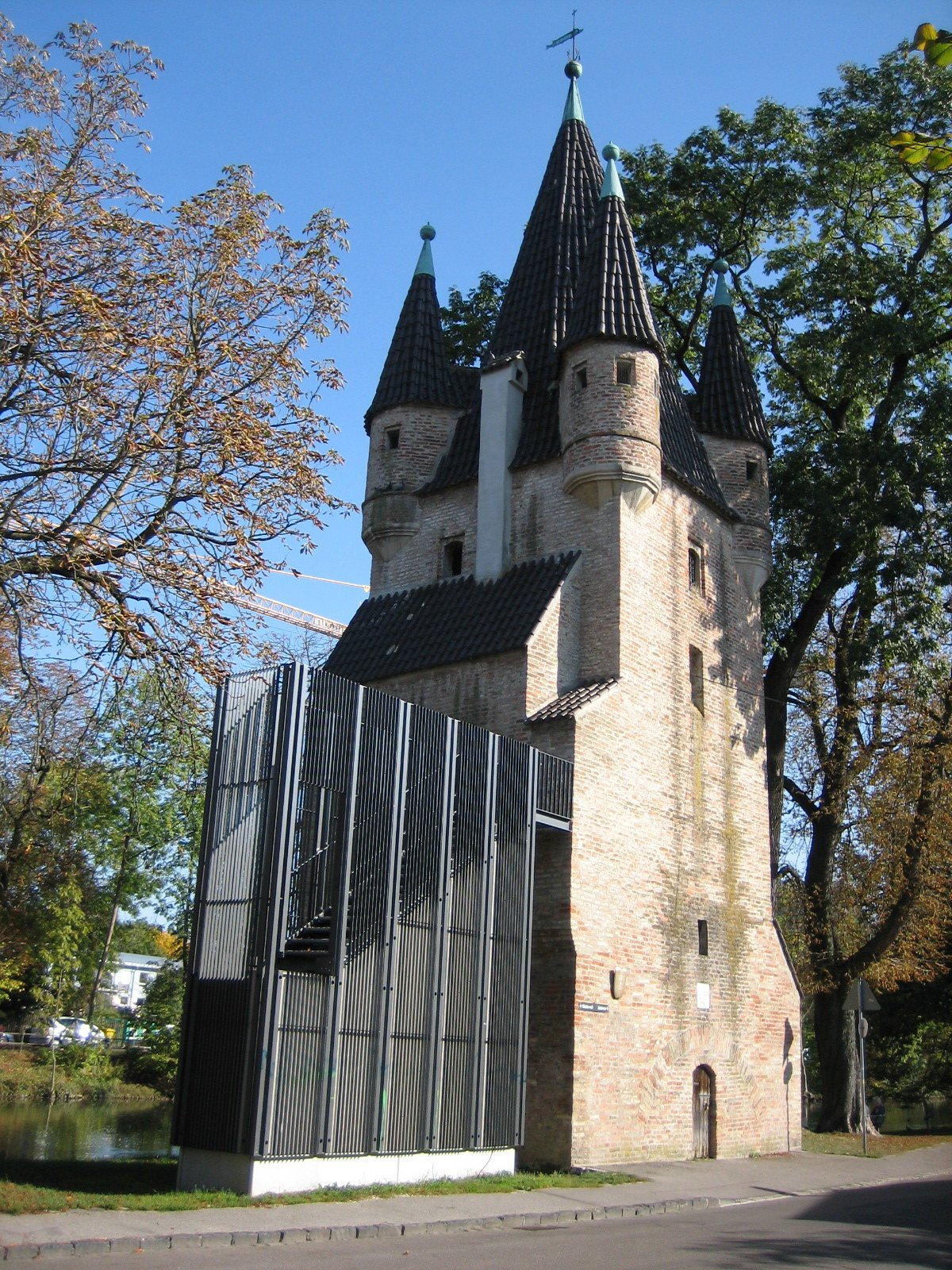
Die umstrittene modern gestaltete Außentreppe

Eine bauliche Veränderung an dem wegen seines romantischen Aussehens geschätzten historischen Fünfgratturm sorgte Ende 2007 / Anfang 2008 für Aufregung. Auf Betreiben der Bürgerinitiative Gesellschaft zur Erhaltung Augsburger Kulturdenkmale e.V. (Altaugsburggesellschaft) sollte der Turm eine Außentreppe erhalten, um seine Obergeschosse besser zugänglich zu machen. Der Bau der Treppe begann im Juni 2007. Die Treppe wurde in ihren Außenmaßen an die frühere Stadtmauer angelehnt. Sie wurde aber nicht aus Steinen gemauert, sondern in einem modernen Design aus Metallstäben, wie ein „Gitterkäfig“, gestaltet. Damit bildet sie einen starken baulichen Kontrast zu dem spätmittelalterlichen Turm.
Die Außentreppe wurde zum Gegenstand von Bürgerprotesten. Es formierte sich eine Bürgerinitiative gegen den Treppenanbau am Fünffingerlesturm mit einem Bürgerbegehren. Am 3. April 2008 entschied der Augsburger Stadtrat jedoch mit großer Mehrheit, dass das Begehren unzulässig sei. Damit blieb die Treppe.